# Chasmanthe
Chasmanthe ist eine Pflanzengattung in der Familie der Schwertliliengewächse (Iridaceae). Die nur drei Arten kommen nur in Südafrika vor.

## Beschreibung und Ökologie

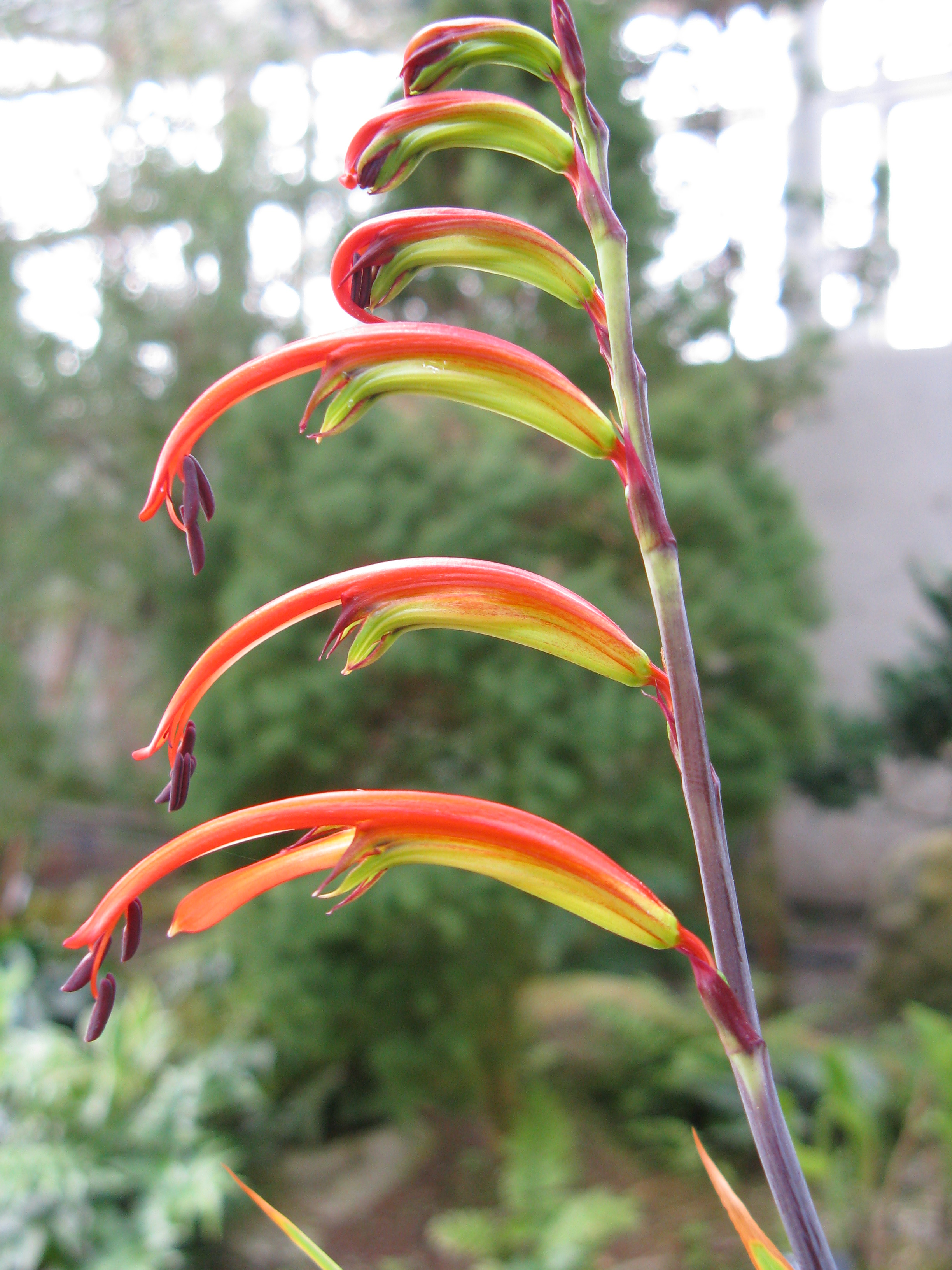
Blütenstand von Chasmanthe bicolor

Chasmanthe-Arten sind knollenbildende, ausdauernde, krautige Pflanzen, die Wuchshöhen von etwa 60 Zentimeter erreichen. Sie ähneln in ihrem Wuchs den Gladiolen, bilden aber im Herbst bis Frühjahr gelbe bis rote, schlanke gebogene und röhrenförmige Blüten, die oberen Blütenhüllblätter sind verlängert, die Staubbeutel ragen aus der Blüte hervor. Die Samen sind leuchtend orangefarben. Als Bestäuber wirken Nektarvögel, auch als Verbreiter der Samen werden Vögel vermutet.

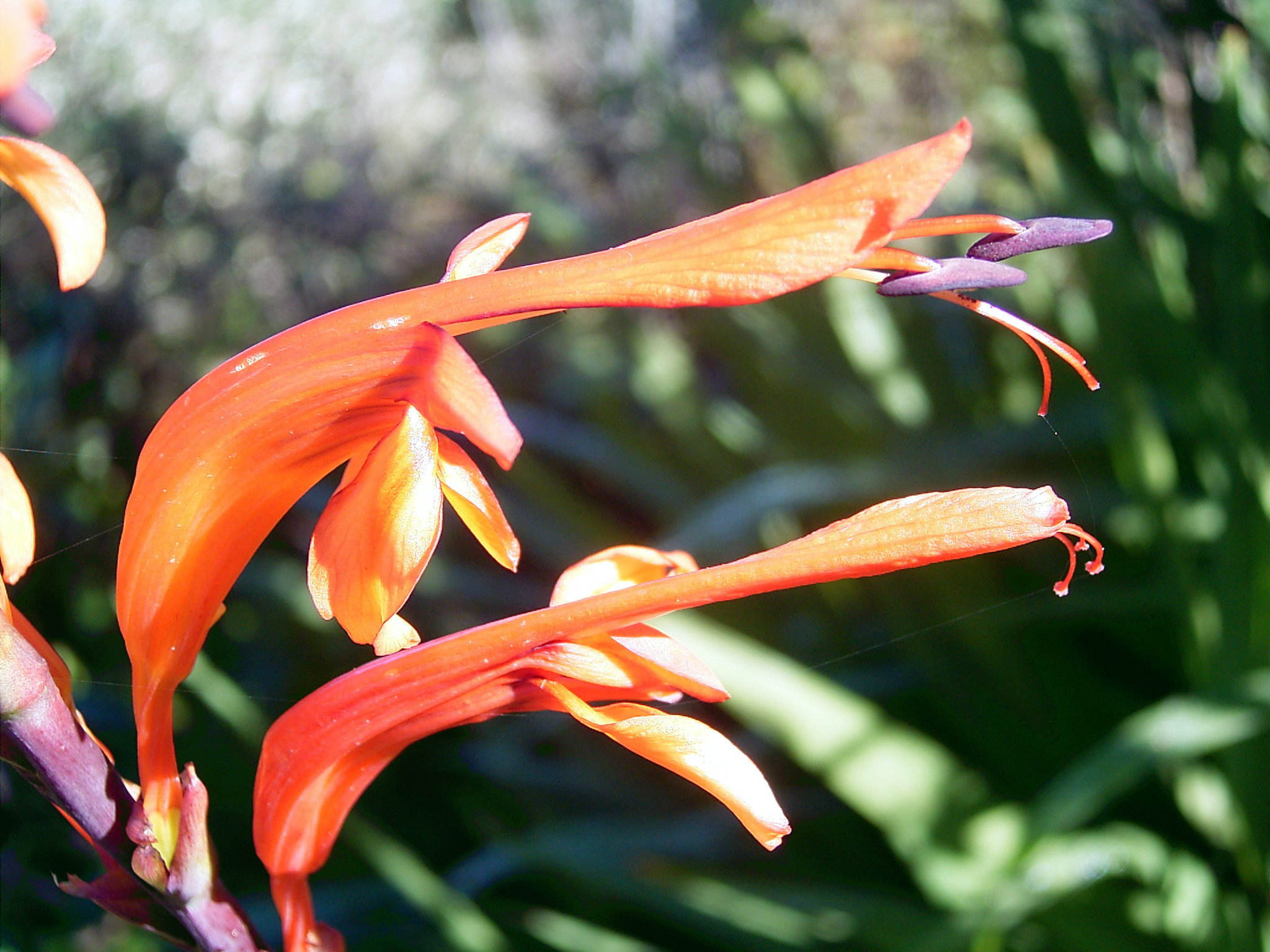
Chasmanthe aethiopica

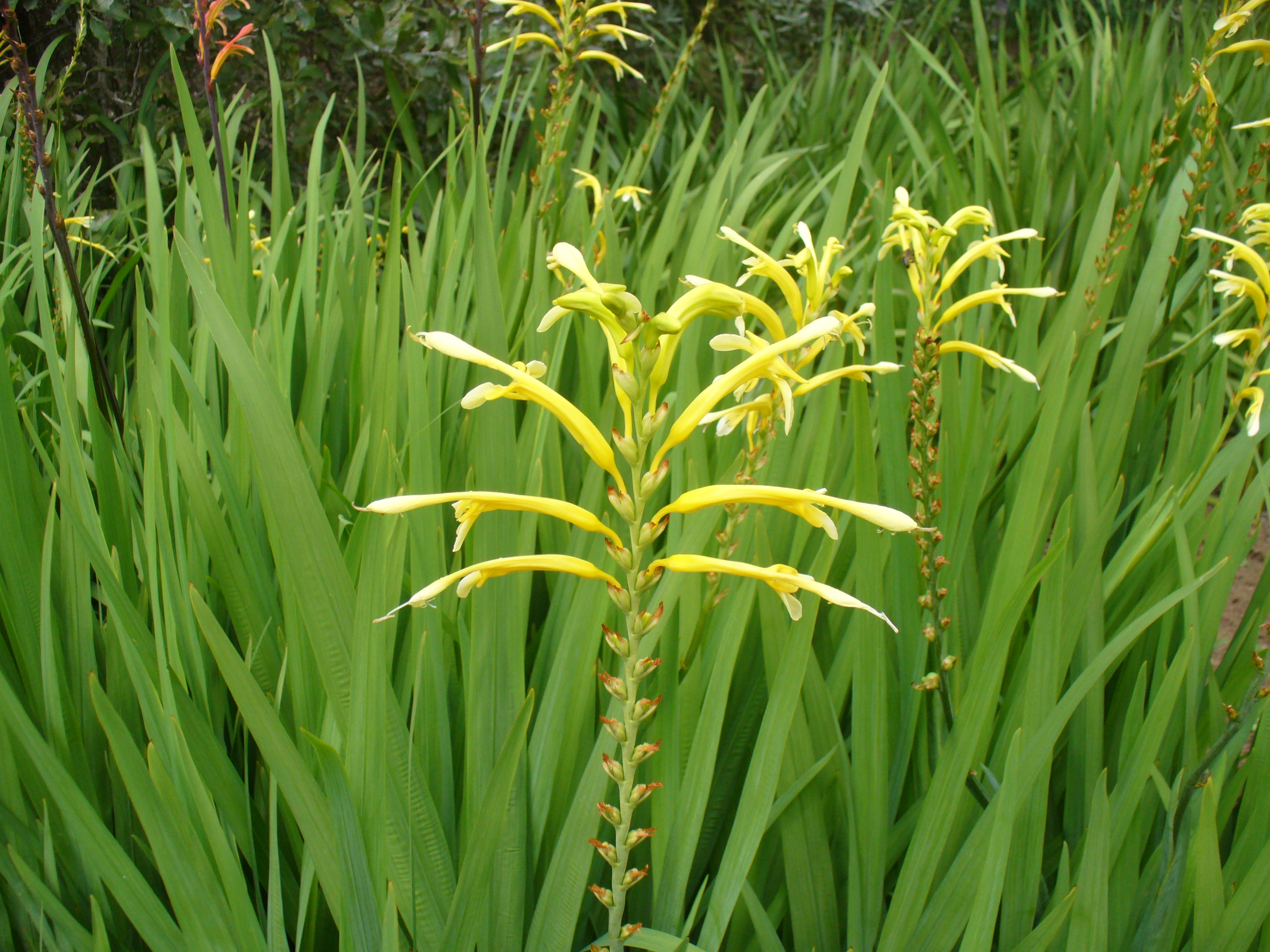
Chasmanthe floribunda

## Standorte
Chasmanthe-Arten gedeihen auf gut drainierten, feuchten Böden in Buschland oder an Waldrändern.

## Systematik und Verbreitung
Chasmanthe stehen besonders den Crocosmia nahe, außerdem auch den Gladiolen. Die Gattung Chasmanthe wurde durch Nicholas Edward Brown aufgestellt. Der Gattungsname Chasmanthe setzt sich zusammen aus den griechischen Worten chásma für „Schlund“ und ánthe für „Blüte“ und verweist auf die länglich röhrenförmige Gestalt der Blüten.
Alle drei Chasmanthe-Arten kommen nur in Südafrika vor.
Die Gattung Chasmanthe umfasst drei Arten:
- Chasmanthe aethiopica (L.) N.E.Br. (Syn.: Antholyza aethiopica L., Antholyza floribunda Salisb., Chasmanthe peglerae N.E.Br., Chasmanthe vittigera (Salisb.) N.E.Br., Petamenes aethiopica (L.) E.Phillips, Petamenes peglerae (N.E.Br.) E.Phillips, Petamenes vittigera (Salisb.) E.Phillips): Sie kommt in den südafrikanischen Provinzen Ostkap sowie Westkap vor. Ihre Bestände gelten als stabil.[3]
- Chasmanthe bicolor (Gasp. ex Vis.) N.E.Br. (Syn.: Antholyza bicolor Gasp., Petamenes bicolor (Gasp. ex Ten.) E.Phillips): Sie kommt nur an drei Fundorten in McGregor und Swellendam im Westkap vor. Sie gedeiht im offenen Waldland in der Nähe von Fließgewässern. Ihre Bestände sind gefährdet durch Feldbau, Dammbau und durch invasive Pflanzenarten.[3]
- Chasmanthe floribunda (Salisb.) N.E.Br. (Syn.: Antholyza aethiopica sensu Burm. f., Antholyza praealta Redouté, Chasmanthe floribunda var. duckittii G.J.Lewis ex L.Bolus, Chasmanthe floribunda (Salisb.) N.E.Br. var. floribunda, Petamenes floribunda (Salisb.) E.Phillips): Es gibt keine Subtaxa mehr. Sie kommt in den südafrikanischen Provinzen Nordkap sowie Westkap vor. Ihre Bestände gelten als stabil.[3]

## Ergänzende Literatur
- Gordon Cheers (Hrsg.): Botanica, Tandem Verlag GmbH 2003, ISBN 3-8331-1600-5, S. 221.